# Asioreas devyatkovi
Asioreas devyatkovi är en tvåvingeart som beskrevs av Peter Zwick 2006. Asioreas devyatkovi ingår i släktet Asioreas och familjen Blephariceridae.
Artens utbredningsområde är Kazakstan. Inga underarter finns listade i Catalogue of Life.